# جين روث
جين روث (بالإنجليزية: Gene Roth) هو ممثل أمريكي، ولد في 8 يناير 1903 في الولايات المتحدة، وتوفي في 19 يوليو 1976 بلوس أنجلوس في الولايات المتحدة.

## أعمال

### أفلام
- (1943) البيت المجنون
- (1954) سبع عرائس لسبعة إخوة
- (1954) كازينو رويال
- (1956) إقناع ودي
- (1962) كيف غلب الغرب[4][5]

## وصلات خارجية
- جين روث على موقع IMDb (الإنجليزية)
- جين روث على موقع ألو سيني (الفرنسية)
- جين روث على موقع أول موفي (الإنجليزية)
- جين روث على موقع قاعدة بيانات الأفلام السويدية (السويدية)
- جين روث على موقع قاعدة بيانات الفيلم (الإنجليزية)
- جين روث على موقع كينوبويسك (الروسية)